# Округ Џуаб (Јута)
Џуаб (енгл. Juab County) је округ у америчкој савезној држави Јута. По попису из 2010. године број становника је 10.246.

## Демографија
Према попису становништва из 2010. у округу је живело 10.246 становника, што је 2.008 (24,4%) становника више него 2000. године.
| Група             | 2000.         | 2010.         |
| Белци             | 7.844 (95,2%) | 9.631 (94,0%) |
| Афроамериканци    | 12 (0,1%)     | 25 (0,2%)     |
| Азијати           | 28 (0,3%)     | 22 (0,2%)     |
| Хиспаноамериканци | 217 (2,6%)    | 379 (3,7%)    |
| Укупно            | 8.238         | 10.246        |